# 錫塔德車站
錫塔德車站（荷蘭語：Station Sittard）是荷蘭林堡省錫塔德的一座鐵路車站，於1862年啟用，位於馬斯特里赫特－芬洛鐵路和錫塔德－赫佐根拉特鐵路上，由荷蘭鐵路及愛瑞發營運。
錫塔德車站擁有荷蘭最長的鐵路月台，全長700米。